# L'assassinat de la senyora Abril
L'assassinat de la senyora Abril és una comèdia dramàtica en tres actes i en prosa, original de Josep Maria de Sagarra, estrenada al teatre Romea de Barcelona, la vetlla del 14 de desembre de 1927.

## Repartiment de l'estrena
- Carles Vidal (50 anys): Pius Daví.
- Laura Vidal (45 anys): Maria Vila.
- Maria Vidal (19 anys): Maria Lluïsa Rodríguez.
- Frederic Aleu (35 anys): Antoni Strems.
- Albert Abril (60 anys): Alexandre Nolla.
- Senyora Montdor (40 anys): Marta Cazorla.
- Senyora Ferran (45 anys): Àngela Guart.
- Doctor Julià (50 anys): Pere Cabré.
- Anton (30 anys): Delfí Biosca.
- el Comissari (35 anys): Joaquim Vinyas.
- una Cambrera: Dolors Bofill.